# Hugh McCaghwell
Hugh McCaghwell (en irlandais : Aodh Mac Aingil, en latin Hugo Cavellus), né en 1571 à Saul, dans le Comté de Down et mort le 22 septembre 1626 à Rome, est un évêque catholique d'origine irlandaise.

## Biographie
Il reçut l'habit franciscain au grand couvent de Salamanque. Après y avoir fait ses études, notamment sous la direction du scotiste espagnol Francisco de Herrera, il fut envoyé à Louvain au nouveau Saint Anthony's College, où il contribue à l'établissement d'une solide culture scolastique autour de Florence Conry. Il en est le Gardien pendant plusieurs années et y enseigne la théologie. Il est ensuite (1623) appelé à Rome au couvent de Sainte-Marie d'Aracœli. Il est nommé Définiteur général de son ordre en 1624, puis à la mort de Peter Lombard, il est nommé par le pape Urbain VIII archevêque d'Armagh en Irlande pour lui succéder - mais la mort le surprend à Rome avant qu'il ne puisse prendre ses fonctions.
Parmi ses œuvres, en 1618, il compose un traité sur la pénitence en langue irlandaise, dans le cadre de l'effort général des franciscains exilés de sauvegarder la langue (Scáthán shacramuinte na haithridhe, Louvain 1618). Glossateur et commentateur scotiste, il publie un commentaire en 1621 dont le texte est ensuite repris dans la célèbre édition de Luc de Wadding des œuvres de Scot (avec ceux de Lychetus et Hickey). Il est également l'auteur d'une vie de Scot.
McCaghwell a aussi été actif en politique, comme tous les Irlandais exilés de son temps. Alors que Florence Conry rejetait totalement les prétentions de Jacques Ier, McCaghwell semble avoir adopté une attitude plus conciliante, notamment à la suite de la mort de Hugh O'Neill en 1616. Comme Conry, il est un ardent défenseur du projet d'invasion espagnole.

## Œuvres
- Quæstiones subtilissimæ in primum et secundum Sententiarum, Anvers, 1621.